# حمد بن جاسم بن حمد آل ثاني
حمد بن جاسم بن حمد آل ثاني (1949 -) هو وزير الاقتصاد والتجارة القطري في الفترة ما بين (1978 - 1986).

## حياته ونشاته
هو حمد بن جاسم بن حمد بن عبد الله بن جاسم بن محمد آل ثاني درس الابتدائية والإعدادية والثانوية في مدارس الدوحة. تخرج من كلية سانت هيرست العسكرية في بريطانيا .

### ذريته
- خليفة بن حمد بن جاسم، له حمـد وفهد
- جاسم بن حمد بن جاسم، له حمـد وعلي وثاني وعبد الله
- عبد الرحمن بن حمد بن جاسم، له علي وحمـد وخالد
- سلطان بن حمد بن جاسم
- مريم بنت حمد بن جاسم
- خالد بن حمد بن جاسم
- لولوة بنت حمد بن جاسم
- خولة بنت حمد بن جاسم
- شيخة بنت حمد بن جاسم

وهو ابن عم الشيخ حمد بن خليفة آل ثاني أمير دولة قطر السابق (1995 - 2013)

## اتهامات
اتهم بتدبير محاولة الانقلاب الفاشلة على الحكم في قطر عام 1996م، ثم حكم عليه بالسجن في عام 2001م، وأطلق سراحه في عام 2006م.

## مناصب
تولى حمد عدة مناصب قيادية من بينها:
- قائد الشرطة في الفترة ما بين 1972-1978
- وزير الاقتصاد والتجارة في الفترة ما بين 1978-1986.